# حركة المدارس الصغيرة
تقوم حركة المدارس الصغيرة والتي تعرف أيضا بمبادرة المدارس الصغيرة بالولايات المتحدة الأمريكية على فكرة أن العديد من المدارس الثانوية كبيرة للغاية ويتعين أن يتم إعادة تنظميها إلى مدارس صغيرة ومستقلة لا تتعدى 400 طالب أو تضم أقل من 200 طالب بشكل مثالي. تتشارك العديد من المدارس الخاصة في تصميمات تبرز مزايا المؤسسات التي تضم أقل من 200 شخص. في النسخة الحكومية لحركة المدارس الصغيرة، يتم إعطاء الطالب حق اختيار أي مدرسة صغيرة يود الانضمام إليها. كل من المدارس الأصغر حجما تعطي الطالب شعور من الترابط بين الطلبة الذين يتشاركون ذات الاهتمام أو الاهتمامات المتشابهة. وتشبه المدارس الصغيرة في المدارس الثانوية بشكل كبير نظام الفريق المطبق في عدة مدارس ما قبل الثانوية عبر الولايات المتحدة الأمريكية. وتسمح المدارس الصغيرة للطلبة بالحصول على انتباه فردي أكثر من طرف المدرسين مقارنة بالمتوسط في المدارس الثانوية. يتم إعادة تكوين العديد من المدارس الصغيرة بتقسيم مدرسة كبيرة سابقا إلى عدة مدارس صغيرة بذات المبنى كما هو الحال بمدرسة ثيودور روزفلت الثانوية سابقا في برونكس بمدينة نيويورك.

## الفوائد
يزعم أنصار المدارس الصغيرة أنه «في المدارس الصغيرة، يزيد التحصيل الدراسي... يتحسن حضور الطلاب، ترتفع معدلات التخرج، وتزيد معدلات الالتحاق بالكلية. يصبح الطلاب أكثر التزاما في دراساتهم واحتمالية مشاركتهم في الأنشطة غير الدراسية ترتفع». ويرجع ذلك إلى حقيقة أنه على الأرجح  يكون جميع الطلاب معروفين من الكبار والأطفال في المدرسة وأنهم «أقل عرضة للسهو».
جادلت ديبورا ماير قائلة أن المدرسة الصغيرة تسمح لجميع المعلمين بالجلوس حول مائدة واحدة وبناء ثقافة صنع القرار المشترك. يجب أن يكون ذلك مكونًا رئيسيًا لمدرسة تنوي تعليم الأطفال ليصبحوا أعضاء فعالين في الديمقراطية - يجب أن يروا معلميهم يتصرفون بديمقراطية. الديمقراطية وجهاً لوجه أكثر حدوثا وعملية في المدرسة الصغيرة.
يمكن رؤية المكاسب الإيجابية في تحصيل الطلاب داخل المدارس الصغيرة في أوكلاند بولاية كاليفورنيا. وفقًا لدراسة أجراها معهد أنينبرغ للإصلاح المدرسي بجامعة براون «فإن المدارس الصغيرة في أوكلاند تتفوق على المدارس الكبيرة التي نشأت منها. وبالأخص، يستكمل الطلاب الدورات الدراسية الأكثر صرامة ويتسربون بمعدلات أقل، مقارنة بالمدارس الكبيرة».
وفقًا للحلم الأمريكي والمدارس الحكومية لجنيفر ل. هوشيلد وناثان سكوفرونيك، فإن أحجام الفصول الأصغر تساعد الطلاب في «المراحل المبكرة، وقد أثبتت الدورات الأكاديمية الصعبة والمستمرة مساعدة الأطفال من الفئات المحرومة على التحصيل، تمامًا مثلما تمكن الأطفال من الطبقة المتوسطة من التحصيل».
«تقدم مجتمعات التعلم الأصغر والأكثر ألفة نتائج أفضل وبشكل مستمر من حيث المواد الأكاديمية والانضباط عند مقارنتها بنظيراتها الأكبر. المدارس الكبيرة توفر فرصًا قليلة للمشاركة».«الطلاب في المدارس الكبيرة أكثر عرضة للتباعد عن أقرانهم أو للانخراط في سلوكيات تحمل المخاطر».
دونت الدراسة التي أجرتها جامعة كاليفورنيا - لوس أنجلوس الفوائد الأخرى للمدارس الصغيرة، حيث أفادت إنه «في أفضل حالاتها، يُنظر إلى المدارس الصغيرة على أنها تعزز روابط شخصية قوية، والمشاركة المنزلية والمجتمعية، وتحسين جودة التعليم والمساءلة، وتحسين ظروف عمل المعلمين والرضا الوظيفي».
قال مقترح ورائد فكرة المدارس الصغيرة ومؤسس تحالف المدارس الصغيرة  ومدرسة كروير الدكتور ستيوارت كروير «تشير الأبحاث بأغلبية ساحقة إلى أن المدارس الصغيرة تؤدي إلى تحقيق مكاسب أكاديمية أكبر للطلاب وضبط شخصي. في الواقع، إن البيانات التي تبرر ذلك موجودة منذ عقود. ما حدث هو أن صانعي السياسة تجاهلوا ذلك إلى حد كبير، بسبب تكاليف مثل هذه البرامج دون شك (وبالطبع بسبب السياسة)، فالحراس المسلحون وأجهزة الكشف عن المعادن وعمليات الطرد الحالية تفشل في الوصول إلى قلب المشكلة (من الممكن أن تولد الظروف القمعية إلى حد كبير اضطراد في المشكلة). وبالتالي، فإن العديد من الناس يبحثون عن طريقة أخرى، ولا يمكن تجاهل المدارس الصغيرة لفترة أطول من ذلك.» لماذا نستمر في بناء المدارس العملاقة عندما يكون لدينا مثل هذه البيانات الواعدة؟ يٌرجع الدكتور كروير هذا الأمر ليس فقط إلى الاقتصاد، ولكن إلى الخرافات السائدة حول التعليم الأمريكي: «تتضمن ذاكرتنا الجماعية عن المدرسة الثانوية الحنين إلى الماضي مثل الحفلات الراقصة ومباريات كرة القدم والحياة الاجتماعية المثيرة والرومانسية وامتلاك السيارات الأولى. ولا يهم إن كان تلك الذكريات تنطبق على معظم الطلاب، حيث لا يحضر طالب المدرسة الثانوية في المتوسط الأحداث الرياضية؛ وكلما كانت المدرسة أكبر، كانت النسبة المئوية لمشاركة الطلاب في هذه الأنشطة أصغر، وبالنسبة لمعظم الطلاب، فإن المشهد الاجتماعي في المدارس الثانوية الكبيرة صعب ولا يرحم، بفروق حادة بين مجموعة صغيرة من المرفهين اجتماعيا والغالبية العظمى التي لا تملك الكثير. ونادراً ما تتضمن ذكريات المدارس الثانوية مكونًا أكاديميًا مهمًا، ناهيك عن أي مكون فكري (2001). بمعنى آخر، للعديد من المدارس الثانوية أنشطة يتكلم الجميع عنها بفخر - المقدسات مثل الفرقة الموسيقية وفريق رياضة اللاكروس Lacrosse والمشجعين.  تمثل هذه الأنشطة التي لا يمكن المساس بها صورة المدرسة، ولا يمكن تغييرها، على الرغم من أنها تخدم نسبة صغيرة جدًا من الطلاب ونادراً ما يكون لها أي صلة بأهم شيء على الإطلاق: التركيز على تعلم الطلاب.»
تكتسب المدارس الصغيرة شعبية في الولايات المتحدة، ليس فقط بالنسبة للطلاب، ولكن للمانحين أيضًا. وفقًا لعامود نيل بيرس من مجموعة كتاب واشنطن بوست، «تعد مؤسسة بيل وميليندا جيتس أكبر محفز على الإطلاق، فقد ضخت أكثر من مليار دولار على خمس سنوات لتشجيع المدارس الأصغر في بوسطن وشيكاغو وميلوكي ومدن أخرى. أعلنت مدينة نيويورك هذا الشهر أنها ستشارك في حركة المدارس الصغيرة، وستفتتح 60 مدرسة تضم 500 طالب أو أقل - 41 مدرسة ثانوية وأربع مدارس متوسطة تقليدية و 15 مدرسة على أساس مبتكر من الصف السادس أو السابع حتى الثاني عشر».
قدمت البحوث والبيانات المتنامية بشأن المدارس الصغيرة بعض الأدلة فيما يتعلق بجودتها الأكاديمية مقارنة بنظرائها الأكبر.
وفقًا للدكتور شريف شقراني، المدير المشارك لمركز سياسة التعليم في جامعة ولاية ميشيجان، «تشير الدراسات الحديثة إلى أن الطلاب في المدارس الثانوية الحكومية الصغيرة يتمتعون بأداء أكاديمي أفضل، ومعدلات حضورهم أعلى ويشعرون بالأمان أكثر ويختبرون مشاكل أقل في السلوك ويشاركون بدورية أكبر في الأنشطة غير الدراسية.»
يوضح شقراني أيضًا أن «عددًا من المقالات التجريبية توثق أن الطلاب في المدارس الثانوية الحكومية والخاصة الصغيرة يتمتعون بمستويات تحصيل أعلى من تلك الموجودة في المدارس الكبيرة. وجدت الدراسات أن مكاسب الطلاب أعلى في القراءة والرياضيات والعلوم والدراسات الاجتماعية في المدارس الثانوية الصغيرة مقارنة بالمدارس الكبيرة. بالإضافة إلى ذلك، من المرجح أن يكون لدى المدارس الصغيرة عدد أقل من حوادث العنف وسوء السلوك، وهذا بدوره اتضح أنه يساهم في زيادة الحضور وانخفاض معدلات التسرب والتغيب عن المدرسة».   
تميل المدارس الصغيرة إلى الظهور بوجه خاص في المناطق الحضرية، حيث هناك حاجة لإصلاح التعليم بسبب فشل النظم المدرسية. تعمل المدارس الحكومية الصغيرة عالية الجودة كعلاج للمدارس الحكومية الكبيرة التي تتراجع في قدرتها على تخريج الطلاب وتحقيق درجات أعلى في الاختبارات ومنح الطلاب اهتمام فردي. صممت حركة المدارس الصغيرة نموذجًا لجهودها على غرار المدارس الخاصة الصغيرة التي توفر بيئة تعليمية مماثلة تعتمد على مقابلة احتياجات طلابها.

## الانتقادات
تنبع الكثير من الانتقادات من كون مصطلح «مدرسة صغيرة» غير موحد. على سبيل المثال، غالبًا ما يتم البحث عن مدارس يتراوح عدد طلابها بين 400 و 1200 طالب كمدارس صغيرة على الرغم من امتلاكها لسمات قليلة تخص المدارس الصغيرة (على سبيل المثال، عدد الطلاب يتكون من 200 أو أقل، حجم الفصل الدراسي أقل من 15، وتنطبق عليها معايير مماثلة في معظم الأوقات).  ومن ثم، يشيرون إلى أن المدارس الكبيرة تميل إلى وجود تنوع أكبر في المواد المقدمة بها، بالإضافة إلى المزيد من النوادي والبرامج الفنية والفرق الرياضية عالية الأداء وغيرها من الأنشطة غير الدراسية مثل الصحف المدرسية والمناسبات الاجتماعية. يشير مناصرو المدارس الصغيرة إلى أنه في المدارس التي يقل عدد طلابها عن 400 ولا سيما أقل من 230، يتمتع الطلاب بمزيد من فرص الوصول إلى برامج التنمية والقيادة. لقد تخلت بعض المدارس عن نهج المدرسة الصغيرة بعد إخفاقها في التغلب على هذه الصعوبات، حتى بعد أن قدمت لها منح لمواصلة هذه التجارب. وسعت مناطق أخرى هذه الحركة من خلال إغلاق المدارس الكبيرة وفتح المزيد من المدارس الأصغر. بدأت مؤسسة جيتس، التي تدعم وتمول المدارس الصغيرة، في تغيير تركيزها إلى العمل مباشرة على تحسين التعليم، وتقديم منح لتحسين تعليم الرياضيات والعلوم، على سبيل المثال.

## انظر كذلك
مدرسة الغرفة الواحدة
نماذج تنظيم المدارس
مجتمع التعلم الصغير